# Fantaecologia
La fantaecologia, o fanta-ecologia è un filone della narrativa che descrive scenari futuri degradati a causa dei danni all'ecologia e all'ambiente causati dall'uomo.
Il filone spesso si sovrappone, per tematiche e ambientazione, alla distopia e alla fantascienza apocalittica e postapocalittica.

## Letteratura
Tra gli scrittori capifila del filone si ricordano Philip K. Dick che ha trattato temi fantaecologici in alcuni dei suoi racconti, lo scrittore Kurt Vonnegut con il romanzo Ghiaccio nove (Cat's Cradle, 1963) e, soprattutto, Ernest Callenbach con i suoi romanzi Ecotopia (1975) e Ecotopia Emerging (1981).
Altre opere appartenenti al filone ed emblematiche degli argomenti trattati dalla fantaecologia sono Furore (The Grapes of Wrath, 1939) di John Steinbeck, Il mondo della foresta (The Word for World Is Forest, 1976) di Ursula K. Le Guin, Deserto americano (Gold Fame Citrus, 2015) di Claire Vaye Watkins, Il mondo sommerso (The Drowned World, 1962) di J. G. Ballard, Il sussurro del mondo (The Overstory, 2018) di Richard Powers, Salvare le ossa (Salvage the Bones, 2011) di Jesmyn Ward, La strada (The Road, 2006)  di Cormac McCarthy, American War (2017) di Omar El Akkad, Clade di James Bradley e La collina delle farfalle (Flight Behaviour, 2012) di Barbara Kingsolver.